# Täterprofil
Ein Täterprofil ist ein Hilfsmittel zur Ermittlung von Verdächtigen und Aufklärung ungelöster Kriminalfälle, bei denen die Ermittlungsarbeit noch nicht abgeschlossen ist. Gemeinsam mit der Operativen Fallanalyse („OFA“) und der Tatortanalyse dient das Täterprofil der kriminologischen Aufklärung von verschiedenen Delikten.
Wie auch alle anderen Verfahren, die der forensischen Fallanalyse dienen, gehen die Ermittler davon aus, dass sich bei Täterprofilen sowohl im Verhalten als auch im psychosozialen Kontext Gemeinsamkeiten bei unterschiedlichen Tätern feststellen lassen, aus denen man Muster ableiten kann.

## Definition und Zweck
Ein Täterprofil soll möglichst genaue Aussagen darüber treffen, wie viele Täter in das Verbrechen involviert sind. Bei Einzeltätern versucht man Rückschlüsse auf Geschlecht, Alter, Erscheinungsbild, Familienstand, Wohnort, Berufsgruppe, Transportmittel etc. zu treffen. Ebenfalls von Interesse sind Aussagen zu möglichen Vorlieben, Hobbys, Vorstrafen und Verhalten vor und nach der Tat, die mit Zeugenaussagen abgeglichen oder durch zusätzliche Befragungen ermittelt werden können. Obwohl viele dieser Aussagen zunächst unsicher oder spekulativ sind, können sie sowohl von Erkenntnissen aus der Tatortanalyse als auch von der Tathergangsanalyse profitieren. Ein Täterprofil sollte nicht dazu verwendet werden einen bereits bekannten Verdächtigen zu überführen, sondern nur angefertigt werden, wenn der Täter oder die Täterin noch nicht ermittelt wurde.

## Arbeitsweise
Dabei werden Tathandlungen, Tatumstände (Ort), Opferprofil (Viktimologie) etc. begutachtet, um Rückschlüsse auf die Lebensgewohnheiten und die Persönlichkeit des Täters zu ziehen. Das zu erstellende Gutachten orientiert sich an bisherigen Erkenntnissen verschiedener Forschungsgebiete und vereint sie zu einem stimmigen Bild bezüglich der Fakten. Daraus erschließen sollte sich das Verhalten und Erleben des Täters in der Vergangenheit (Analyse) sowie in der Zukunft (Prognose). Abgeleitet aus vergangenem Verhalten werden Handlungen, Handlungsmuster, mögliche Opfer etc. Dabei muss auf die individuellen Umstände eingegangen und bei Tatserien die Entwicklung des Täters beachtet werden. Das Gutachten dient der Eingrenzung der möglichen Täter auf bestimmte Personenkreise (zum Beispiel für eine Speichelprobe). Das Täterprofil führt nicht zu einem einzelnen Täter. Auch vergleicht der Gutachter im Regelfall nicht sein Profil mit den Verdächtigen (Problem des konfirmatorischen Hypothesentestens). Dies ist Aufgabe der Vollzugsbehörden. Der Auftrag zum Gutachten wird zumeist vom Gericht bzw. der Staatsanwaltschaft/Polizei erteilt. Der Gutachter ist im Bereich der Psychologie oder der Psychiatrie (Facharzt) angesiedelt.

### Fallanalytiker
In Deutschland sind Profiler neben den Landeskriminalämtern beim Bundeskriminalamt (BKA) angesiedelt. Bevor ein Täterprofil durch das BKA erstellt wird, laufen verschiedene Prozesse ab. Der gesamte Prozess wird als Operative Fallanalyse (OFA) bezeichnet. Geeignete Delikte für die OFA gliedern sich in die Bereiche Gewalt, Erpressung und andere Delikte. Dabei bekommt das BKA die Anfrage zur Unterstützung bei einem konkreten Fall durch eine Polizeidienststelle. Das BKA vermittelt zum Beispiel Experten (ESPE-Datei). Der Fall wird in ViCLAS (Violent Crime Linkage Analysis System) eingegeben bzw. verglichen, um Tatserien zu ermitteln. Zudem wird eine geographische Fallanalyse gemacht. Liegt genügend Material vor, wird ein Täterprofil erstellt. Circa drei Kriminalbeamte mit einer Zusatzausbildung, Psychologen, Rechtsmediziner und ggf. Spezialisten arbeiten zwei bis drei Tage an der Tatrekonstruktion, Tatortanalyse nach Besichtigung des Tatorts und der schriftlichen Fixierung der Erkenntnisse mit Empfehlungen und Hinweisen für die Ermittler.

## Modus Operandi und Signatur
Tatmerkmale werden in Modus Operandi und Signatur (das BKA spricht von Handschrift) unterteilt. Der Modus Operandi entspricht dabei allen zur Durchführung der Tat notwendigen oder aufgrund der Umstände notwendigen Handlungen. Sie können beeinflusst sein durch berufliche Umstände, kriminelle Erfahrungen, Medien, Entwicklung des Täters etc. Alle weiteren Merkmale sind mögliche Zeichen für die Signatur (zum Beispiel „Übertötung“). Sie ist das „Leitmotiv“ des Täters. Die Signatur verrät somit im Umkehrschluss (im Idealfall) etwas über die Fantasien/Erlebniswelt des Täters. Wie Merkmale zuzuordnen sind, hängt immer vom Einzelfall ab.

## Geschichte der Täterprofilerstellung
1. 1930: Der Fall Peter Kürten. Das erste Täterprofil im deutschsprachigen Raum wird erstellt.
2. 1941/2: Das Office of Strategic Services (OSS) erstellt ein Profil[3] von Adolf Hitler.
3. 1949–1956: Der „Mad Bomber“ ist in New York aktiv. Dr. James A. Brussel erstellt im Auftrag des FBI ein Täterprofil.
4. 1970er: Erste kriminologisch-kriminalistische Forschung beim BKA.
5. 1978: Gründung der Behavioral Science Unit (BSU) beim FBI.

## Mythos Profiler
Der moderne Mythos des Profilings basiert auf zwei wesentlichen Missverständnissen. Das erste war eine Aussage des ersten FBI-Profilers (damals noch Sachverständiger und Psychiater), Dr. James A. Brussel, der intuitiv etwas über die Kleidung des Täters sagte: „Look for a heavy man. Middle-aged. Foreign born. Roman Catholic. Single. Lives with a brother or a sister. When you find him, chances are he’ll be wearing a double-breasted suit. Buttoned.“ Bei der Festnahme trug der Täter, der gefürchtete „Mad Bomber“, genau diese Kleidung. Diesen Nimbus der Hellseherei hat seitdem die Täterprofilerstellung behalten. Das zweite Missverständnis ist die Interpretation des Profilings durch die Filmindustrie. Hier wurde die „Hellseherei“ perfektioniert, indem u. a. vermittelt wurde, dass wenige Monate Ausbildung auf diesem Gebiet jeden FBI-Agenten zum Profiler machen könnten. Dieser sei angeblich in der Lage, aus jedem Tathergang alles ablesen zu können. Von der Schuhgröße (obwohl keine Fußspuren vorhanden sind) bis hin zur Augenfarbe ist nach diesem Mythos alles durch den geübten Profiler vorhersehbar. Das Crime Classification Manual (1992, FBI) von Douglas, Burgess, Burgess und Ressler unterscheidet zum Beispiel den organisierten und den unorganisierten Tätertyp. Diese immer noch gelehrte Unterscheidung – beispielsweise in Bezug auf Serientäter – ist aber nach Canter ebenfalls ein Mythos.

## Gesellschaftliche Definition relevanter Täterprofile
Dass die Vorstellungen über „typische“ oder relevante Täterprofile gesellschaftlich und medial kodiert sind und je nach gesellschaftlich oder subjektiv empfundener Bedrohungslage schwanken, zeigt der Wandel der jeweils fokussierten Profile von Sexualstraftätern in Deutschland. Wurden sie früher oft als Triebtäter mit verborgener psychotisch-perverser Veranlagung angesehen, wobei es sich bei dieser Gruppe tatsächlich um eine kleine Minderheit handelt, ist die öffentliche Wahrnehmung seit 2015/16 auf junge südländische Männer fixiert, die mit ihren Geschlechterrollen nicht klarkommen („Machokultur“), aber situativ sich ergebende Gelegenheiten nutzen und ohne konkrete Planung handeln. Wurde bei der ersten Betrachtungsweise die Häufigkeit der „kranken“ Personengruppe unter den Sexualstraftätern weit überschätzt bzw. übersehen, dass ein großer Teil der Sexualstraftäter „erschreckend normal“ ist, führte die zweite Betrachtungsweise gelegentlich zu einer Bagatellisierung der Taten, aber auch zur gruppenbezogenen Hetze.